# Xanthocorynus deceptor
Xanthocorynus deceptor är en skalbaggsart som beskrevs av Sharp 1908. Xanthocorynus deceptor ingår i släktet Xanthocorynus och familjen kortvingar. Inga underarter finns listade i Catalogue of Life.